# استان اوئیتا
استان اوئیتا (به ژاپنی: 大分県) از استان‌های کشور ژاپن است. این استان در جزیرهٔ کیوشو واقع شده و مرکز آن شهر اوئیتا است.
جمعیت این استان ۱٬۲۰۹٬۵۸۷ نفر است.

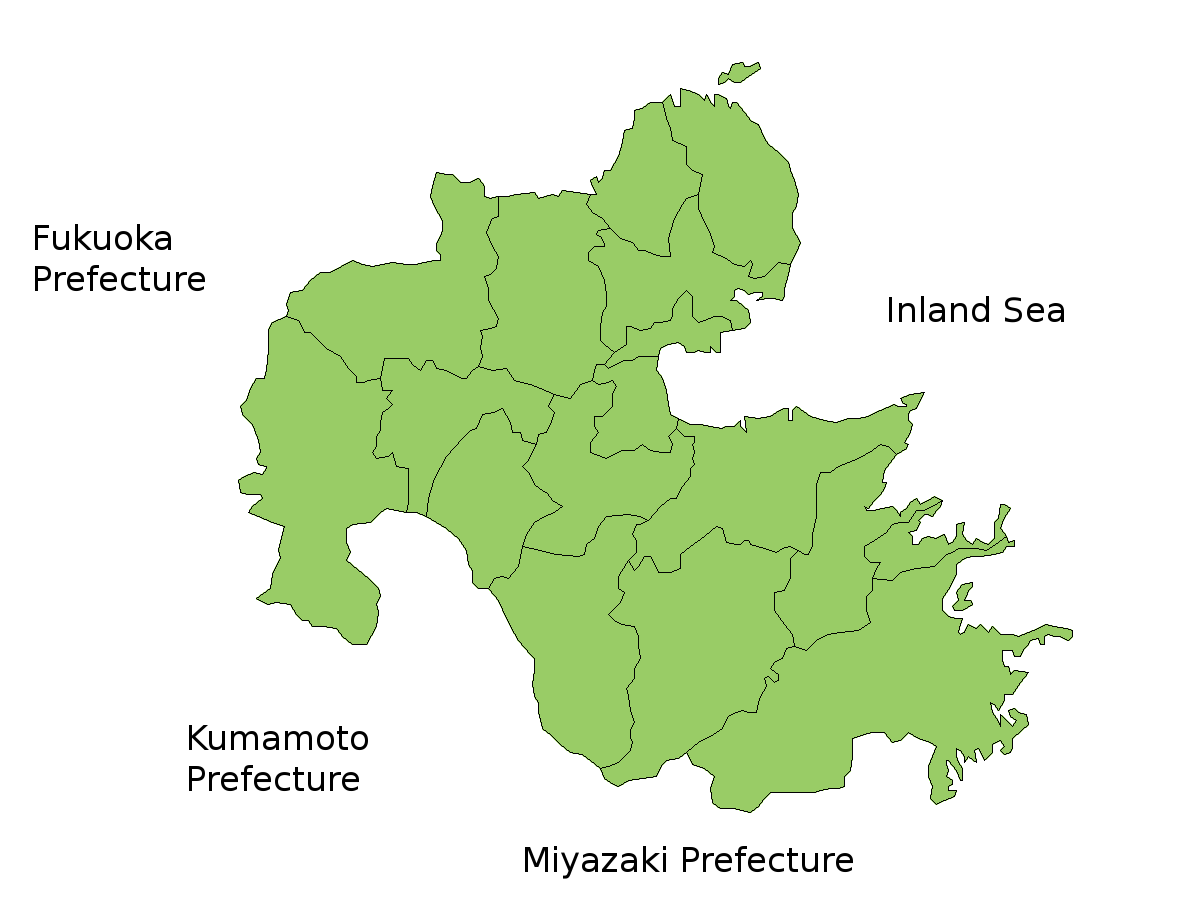

استان اوئیتا به خاطر تولید نارنج ژاپنی و همچنین فراورده‌های گوشت اسب مشهور است.
پیشرفت اقتصادی اوئیتا بیشتر در اثر برنامه‌ای به نام «جنبش هر روستا یک محصول» که توسط موریهوکو هیرامتسو، که مدت زیادی استاندار اوئیتا بود صورت گرفته‌است.
شهر بِپو در این استان دیدنی‌های گردشگری زیادی دارد از جمله یک جشنواره سالانه بین‌المللی موزیک و یک موزه سکس به نام هیهوکان.

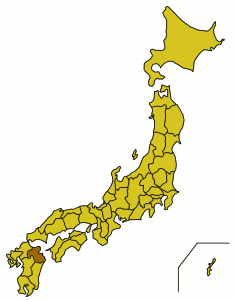
استان اوئیتا در نقشهٔ ژاپن.

 استان فوکوئوکا